# Правительство меньшинства
Прави́тельство меньшинства́ — термин, обозначающий при многопартийной парламентской системе управления правительство, составляющие которое партии не располагают абсолютным большинством мест в парламенте. Недостатком данной системы является возможность частого вынесения вотума недоверия правительству. Данная ситуация преодолевается образованием коалиционного правительства.
Наиболее правительства меньшинства распространены в странах Вестминстерской системы, так, в Канаде, когда ни одна партия не получает большинства, крупнейшая по числу мест партия формирует правительство меньшинства при парламентской поддержке малых сил. В Великобритании, однако, после выборов 1974, на которых ни одна партия не получила большинства, были назначены новые выборы, давшие возможность образования правительства большинства. Несмотря на это, с 2007 по 2011 год в Шотландии Шотландская национальная партия возглавляла правительство меньшинства из-за невозможности сформировать коалицию в парламенте, хотя в Уэльсе по итогам выборов того же года был сформирован коалиционный кабинет в составе лейбористов и Партии Уэльса.
В Новой Зеландии, несмотря на существование коалиций в правительстве, существует, однако, правительство меньшинства, также пользующееся правительственной поддержкой.
Кроме этого, правительства меньшинства могут создаваться в преддверии досрочных выборов.